# Terry D. Clark
Terry Doug Clark, född 17 maj 1956, död 6 november 2001, var en amerikan som dömdes för mordet på nioåriga Dena Lynn Gore. Han avrättades av delstaten New Mexico genom giftinjektion. Det var den 58:e avrättningen av mördare år 2001 i USA och 741:a avrättningen av mördare i USA sedan 1976.